# Операция „Анадир“
Анадир (на руски: Ана́дырь), операцията се отнася до тайна съветска военна операция по време на Студената война. Кръстена е на река Анадир в Сибир. По време на операцията на остров Куба са разположени приблизително 40 000 съветски войници и няколко ядрени ракети със среден обсег на действие.
На 21 май 1962 г. Съветът по отбрана се събира в Московския Кремъл, за да обсъди плана за разполагане на ракети в Куба. Членовете на Съвета по отбрана включват: Никита Хрушчов (генерален секретар на КПСС), Фрол Козлов, Леонид Брежнев, Алексей Косигин (първи заместник-председател), Анастас Микоян, Родион Малиновски (министър на отбраната), Андрей Гречко (главнокомандващ на войските на Варшавския договор), Алексей А. Епишев (началник на Главното политическо управление на армията и флота) и генерал-полковник Семьон П. Иванов (началник на Главното оперативно управление на съветския Генерален щаб). Целта на ракетите е да защитят Куба и същевременно да увеличат съветския потенциал на заплаха срещу континенталната част на САЩ.
На 24 май 1962 г. Съветът по отбрана получава план на Генералния щаб, предвиждащ разполагането на група руски сили в Куба. Те трябва да бъдат под единното командване на командващия съветските въоръжени сили в Куба. Планът е приет единодушно. Разположена е 43-та ракетна дивизия (командир: генерал-полковник Игор Д. Стаценко), състояща се от пет полка. Те включват 79-ти, 181-ви и 664-ти полкове, всеки с по осем ракети със среден обсег Р-12 (SS-4 Sandal), и 665-ти и 668-ми полкове, всеки с по осем ракети със среден обсег Р-14 (SS-5 Skean). Общо 60 ракети и 60 бойни глави трябва да бъдат на разположение на полковете. Доставката е била планирана да започне през юни 1962 г. Освен това е трябвало да бъдат разположени две дивизии за противовъздушна отбрана, състоящи се от шест полка със зенитни ракети и изтребителна ескадрила със самолети МиГ-21, както и два радарни батальона. За бреговата отбрана е трябвало да бъдат разположени три батальона с пускови установки за ракети земя-земя S-2 Sopka (SS-C-2B Samlet) с обсег от 95 км, както и торпедни катери клас Комар. Освен това, Генералният щаб е разпоредил разполагането на 561-ви и 584-ти полк, всеки от които е оборудван с 40 крилати ракети FKR-1 (SS-C-2A Salish) с ядрени бойни глави и обсег от 150 км. Накрая са планирани четири мотострелкови полка с общо 10 000 войници и два танкови батальона с танкове Т-55. Генерал Иса Плиев е назначен за командир на съветския войскови контингент в Куба. Като командир на Севернокавказкия военен окръг, Плиев е частично отговорен за бруталното потушаване на вълненията в Новочеркаск през юни 1962 г.
При най-строга секретност войските и материалите са били превозени до Куба с 85 кораба от следните осем съветски военноморски бази в: Севастопол, Феодосия, Николаев и Поти на Черно море, Кронщат, Лиепая, Балтийск на Балтийско море и Мурманск на Северния ледовит океан. „Анадир“ е била най-голямата десантна операция на Съветския съюз и същевременно най-голямата съветска тайна операция по време на Студената война. Нито капитаните, нито екипажите са били информирани за местоназначението на съответните им товарни кораби. За да се избегне впечатлението, че преминаването е към Карибите, са били превозвани зимни дрехи и ски. Корабите са били маскирани като дървени товарни кораби, а частите за ракетите са били скрити в трюмовете. Едва след достигане на Атлантика на капитаните е било позволено да отворят плик, съдържащ местоназначението и допълнителни инструкции, в присъствието на офицер от КГБ. В случай на атака е трябвало да се предприемат маневри за отклонение, документите на борда да се унищожат и корабът да се потопи, ако е необходимо.
През август 1962 г. Хрушчов решава да разположи в Куба ескадрила средни бомбардировачи Ил-28, оборудвани с шест ядрени бойни глави от 8 до 12 киловата и до три батальона тактически балистични ракети 3Р9 Луна-1 (FROG-3). Това е направено в кратки срокове.
На 8 октомври 1962 г. първият товарен кораб „Омск“ пристига в Куба с първата пратка ракети. Ядрените бойни глави за ракетите Р-12 (СС-4) пристигат на борда на кораба „Индигирка“, който отплава от Североморск.
Когато на 14 октомври 1962 г. лошо замаскираните строящи се бази за изстрелване са открити от американски разузнавателен самолет U-2, започва двуседмичната Кубинска ракетна криза.